# Habenaria trifurcata
Habenaria trifurcata är en orkidéart som beskrevs av Joseph Dalton Hooker. Habenaria trifurcata ingår i släktet Habenaria och familjen orkidéer.
Artens utbredningsområde är Assam (Indien). Inga underarter finns listade i Catalogue of Life.